# 愛知県立岡崎盲学校
愛知県立岡崎盲学校（あいちけんりつ おかざきもうがっこう）は、愛知県岡崎市竜美西にある東西三河で唯一の盲学校である。

## 歴史
- 1903年（明治36年）
  - 6月11日 - 盲人佐竹政次郎が岡崎町大字康生にて授業を開始[1]。
  - 8月15日 - 岡崎盲学校、設立認可[2]。
- 1904年（明治37年）10月 - 旧岡崎町役場跡に移転。
- 1906年（明治39年）4月 - 康生町の真宗教校跡に移転。
- 1947年（昭和22年）4月1日 - 愛知県に移管し、愛知県岡崎盲唖学校と改称。
- 1948年（昭和23年）11月1日 - 盲聾分離に伴い、愛知県立岡崎盲学校と改称。
- 1952年（昭和27年）3月23日 - 岡崎市竜美西の現在地へ移転。
- 1974年（昭和49年）4月1日 - 幼稚部が設置される。
- 2000年（平成12年）4月1日 - 幼稚部に3歳児学級が設置される。
- 2003年（平成15年）10月25日 - 創立100周年記念式典を挙行。

## 設置学部
- 幼稚部
- 小学部
- 中学部
- 高等部
  - 普通科
  - 保健理療科
  - 専攻科理療科

## 校訓
- 自立「努力は自信をうみ　感謝は和をもたらし　誠実はともに生きる道をひらく」

## アクセス
- 名鉄名古屋本線 東岡崎駅から名鉄バス（竜美丘循環）で「公衆衛生センター」停留所または「医師会館」停留所下車。